# Часовня Георгия Победоносца (Низ)
Часовня Георгия Победоносца - православная часовня в деревне Низ Каргопольского муниципального округа Архангельской области.

## История
Часовня Георгия Победоносца в деревне Низ Каргопольского муниципального округа Архангельской области, построена, вероятно, в 1-й трети XIX века.
Приписана к церкви Богоявления Господня в деревне Погост Ошевенского прихода, поддерживается в порядке.

## Архитектура
Клетское сооружение, над кровлей которого возвышаются два восьмерика, увенчанные шатрами. На крыше возвышаются сразу два шатра: часовенное завершение и колокольня.
В интерьере часовни конструкция потолка выполнена в виде «неба». Его роспись со сценами из истории Ветхого Завета, образцом которой послужила книжная графика, уникальна по своей иконографической программе. Грани «неба» часовни в настоящее время демонтированы и экспонируется в подклете Христорождественского собора Каргополя.